# ملعب كارلوس تارتيري
ملعب كارلوس تارتيري (بالإنجليزية: Estadio Carlos Tartiere (1926))‏ هو ملعب كرة قدم يقع في أوفييدو، إسبانيا، يتسع لـ 22,000 متفرج.

## التاريخ
افتتح الملعب في 24 أبريل 1932. وقد تم تجديده في 1982. ثم تم إغلاقه في 20 مايو 2000. و في 2003 تم هدم هذا الملعب.

## أهم الأحداث التي استضافها
- كأس العالم لكرة القدم 1982